# Narcissisme malfaisant
Le narcissisme malfaisant est un syndrome psychologique comprenant un mélange extrême de trouble du narcissisme, personnalité antisociale, agressivité, et sadisme. Souvent mégalomane et toujours prêt à élever les niveaux d'hostilité, le narcissique malfaisant sape les organisations dans lesquelles il est impliqué, et déshumanise les personnes avec lesquelles il s'associe.
Le narcissisme malfaisant est une catégorie diagnostique expérimentale hypothétique. Le trouble de la personnalité narcissique fait partie du Diagnostic and Statistical Manual of Mental Disorders (DSM-IV-TR), contrairement au narcissisme malin. Tel un syndrome hypothétique, le narcissisme malin devrait inclure les aspects de la personnalité narcissique ainsi que ceux de la paranoïa. La projection comme mécanisme de défense a été confirmée dans la pathologie paranoïaque, ainsi que "la vulnérabilité du patient à la régression narcissique maligne".

## Histoire
Le psychologue social Erich Fromm a inventé le terme « narcissisme malfaisant » en 1964, en le décrivant comme une « maladie mentale grave » représentant « la quintessence du mal ». Il a qualifié la condition comme étant la « pathologie la plus grave et à la racine de la destructivité vicieuse et inhumaine ». Edith Weigert (1967) a vu le narcissisme malfaisant comme une « évasion régressive de la frustration par la distorsion et le déni de la réalité » ; alors que Herbert Rosenfeld (1971) l'a décrit comme « une forme inquiétante de la personnalité narcissique où la mégalomanie est construite autour de l'agression et les aspects destructeurs du self idéalisé ».
En développant leurs idées, le psychanalyste Otto Kernberg a souligné que la personnalité antisociale était fondamentalement narcissique et sans moralité. Le narcissisme malfaisant comprend un élément sadique, créant, en substance, un psychopathe sadique. Dans cet essai, « narcissisme malfaisant » et psychopathie sont employés de manière interchangeable. Kernberg a d'abord proposé le narcissisme malfaisant comme diagnostic psychiatrique en 1984, mais jusqu'à présent, il n'a été accepté dans aucun manuels médicaux : ICD-10 ou DSM-5.
Kernberg a décrit le narcissisme malfaisant comme un syndrome caractérisé par un trouble de la personnalité narcissique, des traits antisociaux, des traits paranoïdes, et de l'agressivité egosyntonique. D'autres symptômes peuvent être inclus comme une absence de conscience, un besoin psychologique de pouvoir et de la mégalomanie. Pollock a écrit : « Le narcissique malfaisant est présenté comme pathologiquement mégalomane, manquant de conscience et de régulation comportementale, avec des manifestations caractéristiques de cruauté et sadisme ».
Kernberg pense que le narcissisme malfaisant devrait être considéré comme faisant partie du spectre du narcissisme pathologique, qu'il considérait comme allant du caractère antisocial de Cleckley (appelé aujourd'hui psychopathe ou personnalité antisociale) vers une gravité plus élevée comme le narcissisme malfaisant  Le narcissique malfaisant représente une forme moins extrême du narcissisme pathologique que la psychopathie. Selon Kernberg, le narcissisme malfaisant peut être distingué de la psychopathie par la capacité du narcissique malfaisant d'internaliser « les deux précurseurs de surmoi agressifs et idéalisés, conduisant à l'idéalisation des caractéristiques agressives sadiques du soi grandiose ». Selon Kernberg, la position paranoïaque du psychopathe envers les influences extérieures le rend réticent à internaliser même les valeurs de l'« agresseur », alors que les narcissiques malfaisants « ont la capacité d'admirer les puissants, et peuvent compter sur des images parentales sadiques, puissantes et surtout fiables ». Les narcissiques malfaisants, contrairement aux psychopathes, sont également capables de développer "une pièce d'identité avec des figures idéalisées puissantes pour la cohésion d'un gang ce qui permet une certaine loyauté et de bonnes relations pouvant être internalisées. « Certains d'entre eux peuvent présenter des comportements antisociaux rationalisés comme les chefs de gangs sadiques ou les groupes terroristes, avec la capacité de fidéliser leurs camarades ».

## Psychopathie
Les termes narcissique malfaisant et psychopathe sont parfois interchangeables parce qu'il y a peu de séparation clinique entre les deux. Les individus avec trouble de la personnalité narcissique, narcissique malfaisant, et psychopathie affichent tous des traits semblables décrits dans le Hare Psychopathy Checklist. Le test comprend 20 items sur une échelle à trois points, avec une cote de 0 si elle ne concerne pas du tout, 1 s'il y a une correspondance partielle ou de l'information mixte, et 2 s'il y a une assez bonne correspondance. Avec un score maximum de 40, on dit qu'il y a psychopathie à partir de 30 aux États-Unis, et 25 au Royaume-Uni. Les scores élevés sont positivement corrélés à de l'impulsivité et de l'agressivité, du machiavélisme, des comportements criminels persistants et négativement corrélés avec les mesures d'empathie et d'affiliation.
Le narcissisme malfaisant est un domaine clé dans l'étude des tueries de masse, violeurs, et tueurs en série,.

## Contraste avec le narcissisme
Alors que les narcissiques sont communs, les narcissiques malfaisants sont moins fréquents. Une différence notable entre les deux est la caractéristique de sadisme, ou la jouissance gratuite de la douleur des autres. Un narcissique va délibérément endommager d'autres personnes dans la poursuite de ses propres désirs égoïstes, mais peut le regretter et, dans certaines circonstances, montrer des remords, alors qu'un narcissique malfaisant va nuire à d'autres et en profiter, montrant peu d'empathie ou de regrets pour les dommages qu'il a causés. Également, ce type de narcissique se croit vraiment supérieur aux autres personnes tandis que le narcissique normal agit comme tel pour camoufler sa honte ou sa vulnérabilité.

## Thérapie
Typiquement, dans l'analyse du narcissique malfaisant, « le patient tente de triompher de l'analyste en détruisant l'analyse et lui-même » ; c'est en quelque sorte une version extrême de ce que Lacan décrivait comme "la résistance de l'amour-propre qui est souvent exprimé ainsi : « Je ne peux pas supporter l'idée d'être libéré par quelqu'un d'autre que moi-même »". 

## Exemples culturels
- Dans Wallenstein de Friedrich Schiller : « la cruauté dans les rapports avec autrui, son sentiment durable d'être distingué, et sa croyance aveugle en sa propre grandeur peuvent être facilement interprétés comme syndrome du « narcissisme malin » qui semble être caractéristique des infâmes dictateurs de l'histoire »[14].
- Le Journal of Psychoanalytic Psychology a publié une interprétation du film American Psycho comme exemple du narcissisme malfaisant[15].
- Dans le premier épisode de la série BBC TV Luther, une narcissique malfaisante nommée Alice Morgen tue ses parents. Elle apparait aussi dans quelques autres épisodes, aidant parfois le détective Luther.